# Jimmy Heath
Jimmy Heath, apelidado de Little Bird, cujo nome verdadeiro James Edward Heath (Filadélfia, 25 de outubro de 1926 – 19 de janeiro de 2020) foi um saxofonista de jazz norte-americano, compositor e arranjador. Foi irmão do baixista Percy Heath e do baterista Albert Heath.
Heath morreu no dia 19 de janeiro de 2020, aos 93 anos.